# Troy Donockley
 (mars 2016).
Si vous disposez d'ouvrages ou d'articles de référence ou si vous connaissez des sites web de qualité traitant du thème abordé ici, merci de compléter l'article en donnant les références utiles à sa vérifiabilité et en les liant à la section « Notes et références ».
Troy Donockley est un musicien anglais né le 30 mai 1964 à Workington (Royaume-Uni). Multiinstrumentiste, il est surtout connu pour son jeu de uilleann pipes. Après avoir entre autres collaboré avec le groupe de metal symphonique finlandais Nightwish pour certains de leurs albums, il en devient finalement membre permanent en octobre 2013.

## Biographie

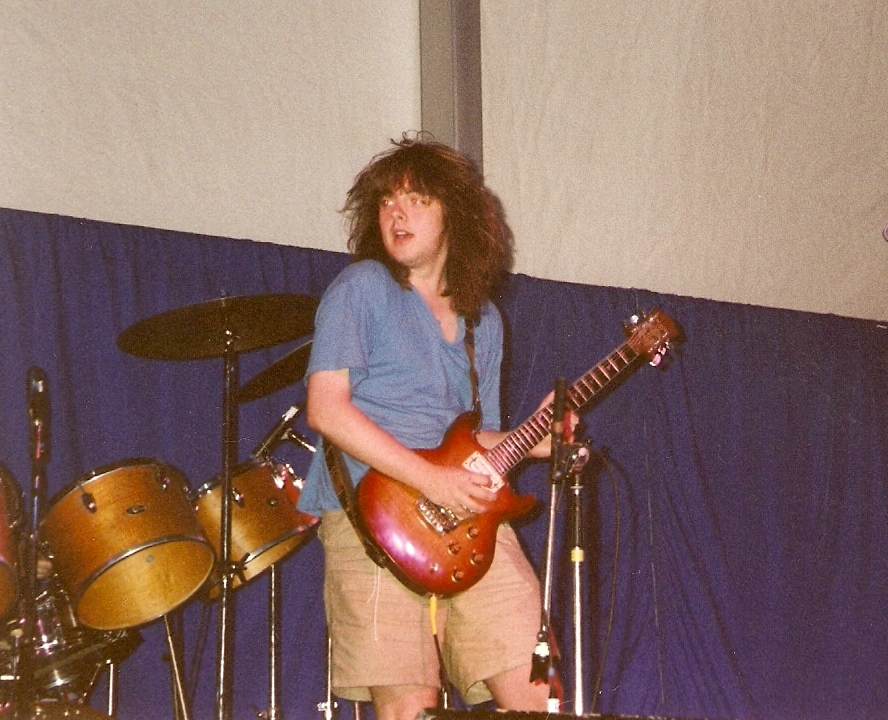
Donockley en 1991.

Il a participé à l'enregistrement de l'album Dark Passion Play de Nightwish (2007) et apparaît depuis à leurs côtés sur certaines dates de leur tournée, comme à Newcastle upon Tyne le 30 mars 2008. Il a aussi participé aux dates de Nightwish sur toute la tournée européenne et quelques concerts américains. Il y a accompagné le groupe sur les titres The Islander et Last of the Wilds, ainsi qu'à l'intro.

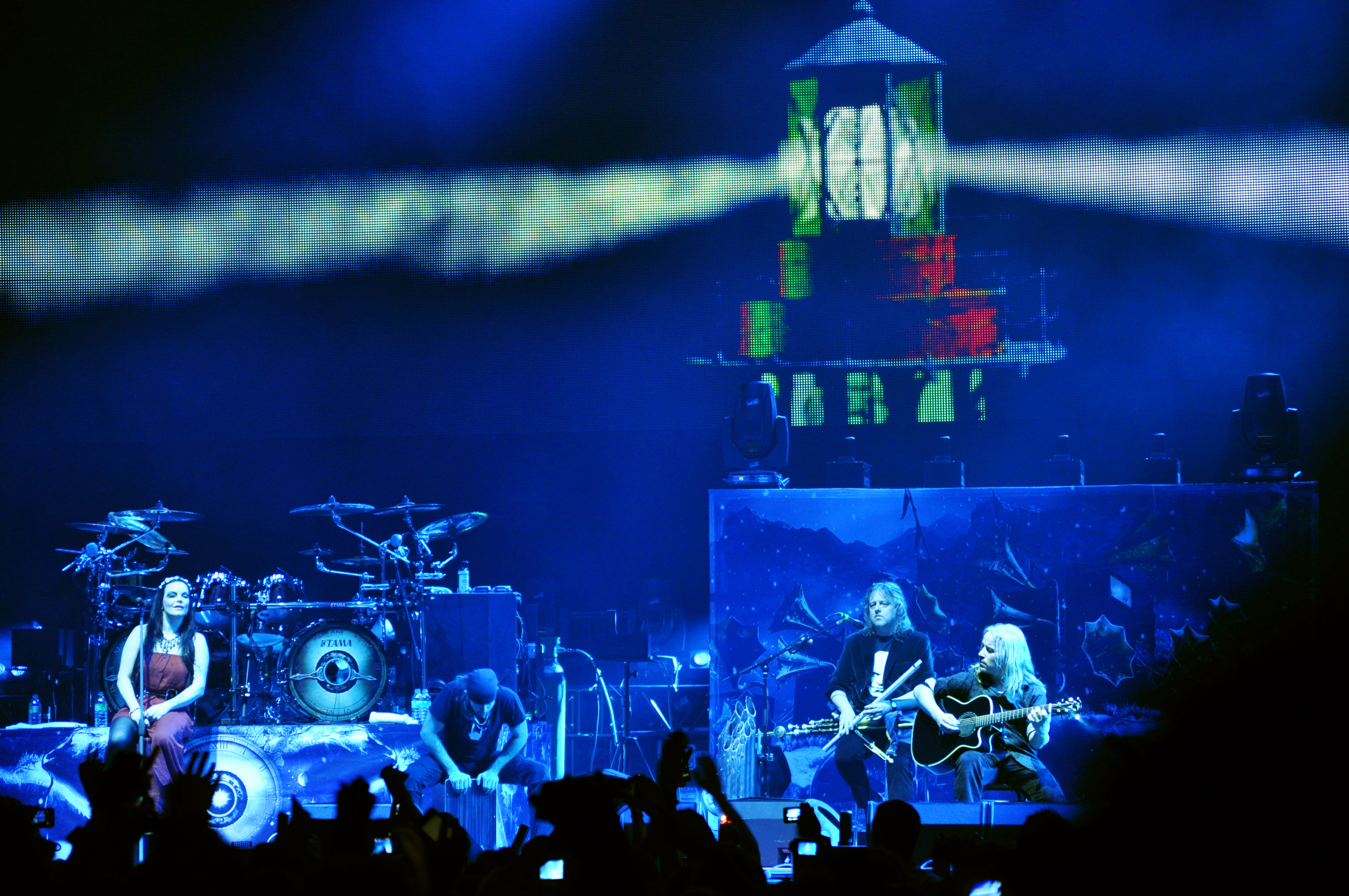
Troy Donockley (Nightwish), Nantes en 2012

Troy a également participé à l'album suivant Imaginaerum, notamment sur le titre I Want my Tears Back et même au chant sur The Crow, the Owl and the Dove. Tuomas Holopainen confie lors d'une interview que Donockley sera avec eux sur toute la tournée d'"Imaginaerum Tour".
Le 9 octobre 2013, les membres de Nightwish annoncent qu'il devient membre du groupe, en même temps que Floor Jansen.

## Discographie

### AvecNightwish
- 2007 : Dark Passion Play
- 2011 : Imaginaerum
- 2015 : Endless Forms Most Beautiful
- 2020 : Human. :II: Nature.
- 2024 : Yesterwynde

### AvecMaddy Prior
- 1997 : Flesh and Blood
- 1999 : Ravenchild
- 2000 : Ballads and Candles
- 2001 : Arthur The King
- 2003 : Lionhearts

### AvecDave Bainbridge
- 2005 : When Worlds Collide
- 2005 : From Silence

### En solo
- 1998 : The Unseen Stream
- 2003 : The Pursuit of Illusion
- 2009 : The Madness of Crowds